# Rusegropa
Die Rusegropa (norwegisch) ist eine Senke der Sør Rondane im ostantarktischen Königin-Maud-Land. Im südlichen Teil der Gropeheia liegt sie östlich des De Gerlacheberget. 
Wissenschaftler des Norwegischen Polarinstituts benannten sie 1988. Sinngemäß bedeutet der Name Senke, in der die Flugzeugtriebwerke laufen.